# Liste der Mitglieder der Deutschen Akademie der Naturforscher Leopoldina/1817
Die Liste der Mitglieder der Deutschen Akademie der Naturforscher Leopoldina für 1817 enthält alle Personen, die im Jahr 1817 zum Mitglied ernannt wurden. Insgesamt gab es vier neu gewählte Mitglieder.

## Mitglieder
| Nr.  | Name                       | Beiname               | Geboren       | Aufnahme | Gestorben     | Bild | Datenbank |
| ---- | -------------------------- | --------------------- | ------------- | -------- | ------------- | ---- | --------- |
| 1069 | Friedrich Karl von Loe     | Aesculapius Euergetes | 22. Juli 1786 | 15. Mrz. | 30. Juli 1838 |      | 5004      |
| 1070 | Bernhard Gottlob Schreger  | Hildanus I.           | 6. Juni 1766  | 17. Jun. | 8. Okt. 1825  |      | 6525      |
| 1071 | Johann Nepomuk Berger      | Soranus Bojus         | 22. Juli 1781 | 23. Jun. | 11. Apr. 1847 |      | 1900      |
| 1072 | Aloys von Winter (Chirurg) | Chiron Soter          | 27. Apr. 1769 | 23. Jun. | 27. Jan. 1856 |      | 7309      |

## Hinweis zu den Lebensdaten
In der Liste sind zunächst die Lebensdaten gemäß Archiv der Leopoldina aufgenommen. Diese beziehen sich auf die Angaben gem. Neigebaur (1860) und Ule (1889). Die Lebensdaten im Namensartikel können daher von den Lebensdaten in der Liste abweichen.